# Sees Vlag
Sees Vlag (Gouda, 15 juli 1934 – Den Haag, 1 januari 2018) was een Nederlands kunstenaar, actief als schilder, graficus, illustrator en docent aan de academie.

## Leven en werk
Van 1954 tot 1959 heeft hij gestudeerd aan de Akademie van Beeldende Kunsten te Den Haag. Vanaf 1970 was hij zelf docent aan de Koninklijke Academie van Beeldende Kunsten in Den Haag. Onder zijn studenten waren Jack de Deugd, Ineke van Heerde, Quirhijn en Krijn van de Werken. Vlag was gedurende zijn actieve jaren een prominent lid van de kunstenaarsvereniging Pulchri Studio. 
Vlag was vooral bekend door zijn architecturale linosnedes en zeefdrukken in pasteltinten. Een van zijn bekendste werken was: ´s-Gravenhage - Dagelijkse Groenmarkt  (1984) bestaande uit 84 drukgangen. Hij heeft vooral Haagse stadsgezichten en industriële monumenten in zijn oeuvre verwerkt, maar heeft eveneens in opdracht gewerkt voor onder andere UNICEF en de NS. 
Op 1 januari 2018 is hij overleden aan de gevolgen van een hartaanval. Sees Vlag is 83 jaar geworden.